# Киста яичника
Киста́ яи́чника (от греч. κύστις — мешок, пузырь) — это образование в виде пузыря с жидкостью или полужидким содержимым, возникающее в структуре яичника и увеличивающее его объем в несколько раз.

## Причины возникновения
Причины возникновения кисты яичников окончательно не установлены. В механизме развития кисты могут играть роль нарушения гонадотропных гормонов и апоптоза. Кроме этого к причинам возникновения кист яичников можно отнести отсутствие беременности в репродуктивном возрасте, перенесенные аборты, заболевания эндокринной системы. Данные факторы повышают риски кистозных образований, поэтому зачастую наряду с функцией угасания придатков в пожилом возрасте у женщины диагностируют кисту яичников при климаксе Архивная копия от 16 ноября 2018 на Wayback Machine

## Классификация

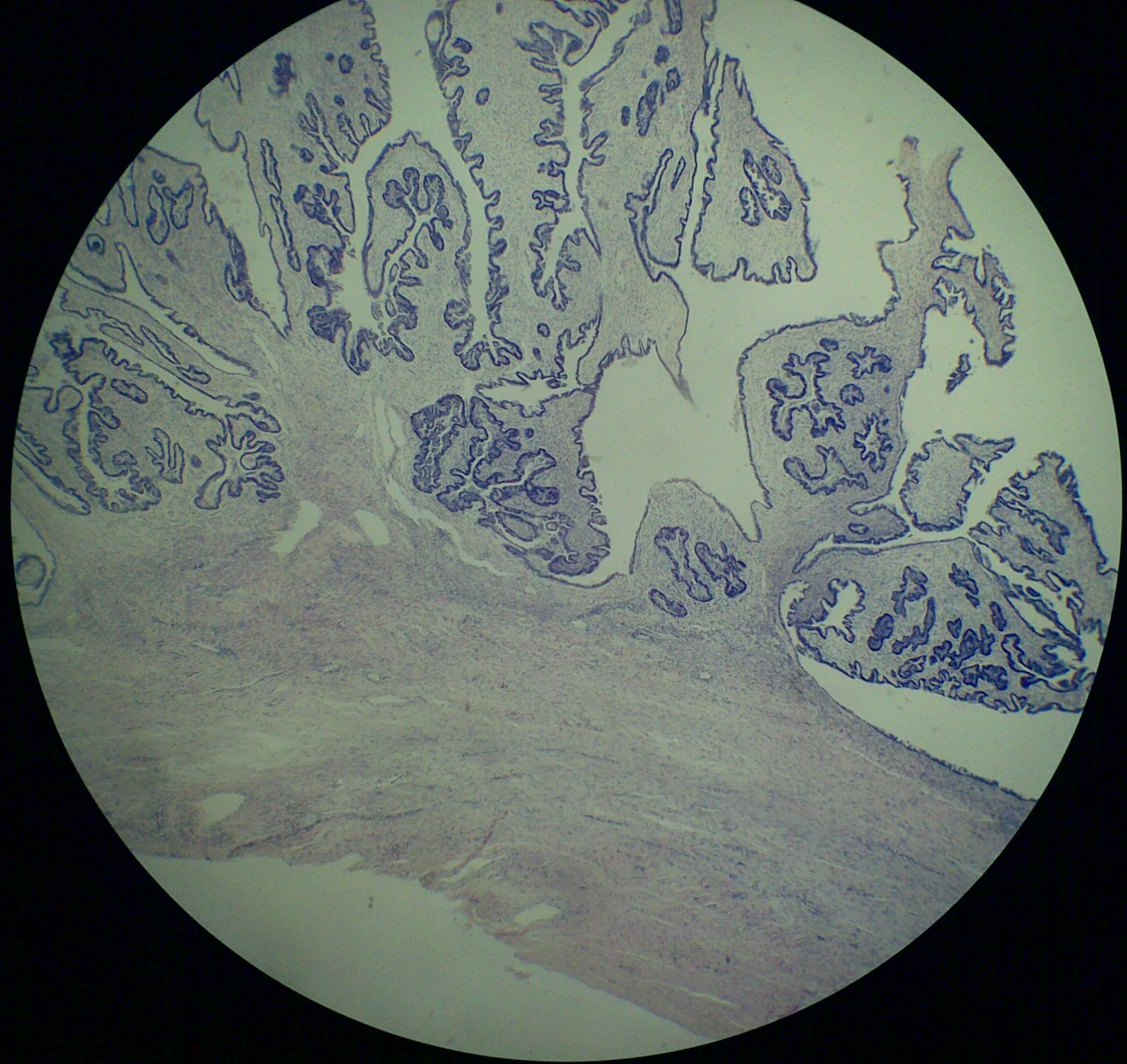
Папиллярная цистаденома яичника

Функциональные кисты (фолликулярные, лютеиновые) образуются из естественных структур яичника — фолликула и жёлтого тела. Фолликулярные кисты являются следствием не произошедшей овуляции и продолжающегося роста фолликула. Лютеиновые кисты (кисты жёлтого тела) являются результатом избыточного накопления жидкости в желтом теле, образующемся после овуляции. Функциональные кисты существуют непродолжительное время (до 2-3 месяцев) и самостоятельно исчезают.
Эндометриоидные кисты (эндометриомы) возникают вследствие эндометриоза яичника. Ежемесячные небольшие кровотечения из очага эндометриоза приводят к образованию в яичнике полости, заполненной кровью, которая со временем сгущается, темнеет и становится похожей по консистенции и цвету на жидкий шоколад. Поэтому такие кисты еще называют «шоколадными».
Кистозные опухоли относятся к истинным опухолям, но имеют внешние признаки кисты. Кисты и кистозные опухоли иногда можно различить только после гистологического исследования. К кистозным опухолям относят серозные и муцинозные цистаденомы, а также зрелые тератомы (дермоидные кисты).

## Симптомы
Кисты яичников часто протекают бессимптомно, а обнаруживаются при профилактических осмотрах или ультразвуковых исследованиях по другому поводу.
Боли обычно отмечаются внизу живота с одной стороны, носят тянущий или ноющий характер, могут появляться или усиливаться при половых актах. Нередко это просто чувство тяжести. Боли могут становиться интенсивными, сопровождаться тошнотой, рвотой, распространяться по животу и отдавать в прямую кишку при развитии осложнений (перекруте или разрыве кисты). Перекруту чаще подвергаются дермоидные кисты, разрыву — лютеиновые. Разрыв фолликулярной кисты может сопровождаться кратковременной болью, но не представляет опасности для здоровья.
Нарушения менструального цикла могут проявляться в виде задержки менструации или дисфункционального маточного кровотечения.
Увеличение живота встречается только при больших кистозных опухолях.

## Диагностика
Объемное образование яичника может быть обнаружено врачом при осмотре, однако диагноз кисты устанавливается при ультразвуковом исследовании. По тем или иным ультразвуковым признакам можно с определенной вероятностью предположить тот или иной тип кисты яичника. Если киста содержит пристеночные плотные структуры, для исключения рака проводят тест на онкомаркер CA-125 (cancer antigen).

## Лечение
Выжидательная тактика применяется при небольших (до 1 см) кисты, если по УЗИ нет явных признаков опухоли (плотных включений).
 Консервативная терапия  направлена на уменьшение или предотвращение роста кисты за счет приема гормональных контрацептивов.
Хирургическое лечение путём лапароскопии применяют во всех случаях, если выжидание в течение 2-3 менструальных циклов не приводит к исчезновению кисты. При операции удаляют кисту с максимальным сохранением здоровой ткани яичника у женщин репродуктивного возраста.
При кисте, проявляющихся болями, нарушением функции яичников,продолжающих существование более 2 циклов, и не имеющих признаков опухолевого процесса, возможна пункция и аспирация под контролем ультразвукового сканирования. При этом с помощью вагинального ультразвукового датчика и пункционной насадки в полость кисты вводят иглу. Содержимое кисты аспирируют и подвергают цитологическому исследованию. В полость вводят 10-15 мл этилового спирта, обладающего склерозирующим свойством.

Применение аспирационного лечения полностью оправдано у женщин репродуктивного периода
.

## Примечание
1. ↑  Disease Ontology (англ.) — 2016.
2. ↑  Monarch Disease Ontology release 2018-06-29 — 2018-06-29 — 2018.
3. 1 2  А. Н. Стрижаков, А. И. Давыдов, Л. Д. Белоцерковцева. Малоинвазивная хирургия в гинекологии. Москва, «Медицина», 2001, 221 с.
4. ↑  Пункция, аспирация, склерозирование кисты яичника (анимация). Архивировано 16 апреля 2012 года.